# Балш, Теодор
Теодор Балш (молд. и рум. Теодор Балш, Teodor Balș; 1805—1857) — каймакам Молдавского княжества в 1856—1857 годах (во время Чрезвычайного административного совета), после Крымской войны.

## Биография
Родился в августе 1805 года в одной из древних и влиятельных боярских семей Молдовы.
Был каймакамом (наместник господаря) Молдовы с июля 1856 года по 17 февраля 1857 года. В то же время на протяжении всего правления им двигала надежда, что однажды он станет господарем Молдовы. Но это сыграло роль дополнительного мотива, чтобы быть послушной игрушкой в руках турок и австрийцев.
Балш был ярым противником объединения Молдовы с Валахией. Он упразднил все учреждения, созданные Григоре Александру Гика, закрыл семинарию и гимназию при монастыре Нямц, факультет права в Яссах, Национальный банк и аннулировал закон о прессе (8 сентября 1856 года). Была отменена свобода печати, были арестованы активисты унионистского движения, запрещены некоторые культурно-артистические мероприятия, была начата обширная кампания по сбору подписей на антиунионистских обращениях. В связи с будущими выборами каймакам сменил всех исправников, всех членов трибуналов и сотрудников административно-территориальных учреждений.
Умер внезапно 17 февраля (1 марта по новому стилю) 1857 года. В Яссах были устроены пышные похороны. Но греческие архимандриты и игумены, совершившие погребальный чин, отказались получить какое-либо вознаграждение.
Теодора Балша современники называли «ясский пан».